# 安德烈·杰尔瓦索尼
安德烈·杰尔瓦索尼（義大利語：Andrea Gervasoni，1975年7月21日—），也有安德烈·格尔瓦索尼、格瓦索尼、杰瓦索尼等译名，意大利足球裁判，生于伦巴第大区曼托瓦，目前执法意甲。之前也曾执法意丙及意乙。
格尔瓦索尼2003年起在意丙执法比赛，仅仅三年后，他就获得提拔，进入意大利足球裁判最高的一级，执法意甲及意乙。这时他一共才只吹了44场意丙一的比赛（包括一场升降级附加赛）。2006年12月23日，他作为主裁判第一次在意甲联赛亮相，比赛对阵双方是利沃诺和都灵。2010年7月3日，意大利足球裁判协会意甲组和意乙组分离，格尔瓦索尼进入意甲组至今。